# Tenrei banshō meigi
Le Tenrei banshō meigi ou Tenrei banshō myōgi (篆隷萬象名義, Les Myriades de choses, marquées, définies, en écriture de sceau et en écriture des clercs) est le plus ancien dictionnaire japonais de caractères chinois existant.
Le titre est aussi écrit 篆隷万象名義 avec la variante graphique moderne ban (万, « 10 000 myriades ») au lieu de ban (萬, « 10 000 myriades »).

## Compendium
L'éminent moine et érudit Kūkai de l'époque de Heian, fondateur du bouddhisme shingon, édite son Tenrei banshō meigi vers 830-835 et le fonde sur le modèle du dictionnaire chinois Yupian (vers 543). Parmi les livres chinois de la dynastie Tang que Kūkai rapporte au Japon en 806 se trouve une édition originale du Yupian ainsi qu'une copie du Shuowen Jiezi de 121. Un des Trésors nationaux conservé au temple Kōzan-ji est une copie du Tenrei banshō meigi datant de 1114.
Le dictionnaire chinois Yupian définit douze mille cent cinquante-huit caractères sous un système de cinq cent quarante-deux radicaux (bùshǒu, 部首), qui modifient légèrement les cinq cent quarante radicaux d'origine du Shuowen jiezi. Le Tenrei banshō meigi japonais définit approximativement mille kanjis (sinogrammes) sous cinq cent trente-quatre radicaux (bu, 部), avec un total supérieur à seize mille caractères. Chaque entrée donne le caractère chinois dans l'écriture de l'ancien sceau, la prononciation chinoise en fanqie et la définition, tous éléments copiés du Yupian.
Le japonologue américain Don Bailey écrit : « Au moment de sa compilation, le style calligraphique et les lectures chinoises ainsi que la signification des caractères sont probablement tout ce qui est exigé d'un dictionnaire, de sorte que le Tenrei bansho meigi est adapté aux besoins scientifiques de l'époque. Il est compilé au Japon par un Japonais, mais n'est en aucun cas un dictionnaire japonais, car il ne contient pas un seul wakun (caractère japonais) (1960, p. 3). »
En termes modernes, ce dictionnaire donne les on'yomi empruntés (valeurs sino-japonaises), mais pas les kun'yomi vernaculaires (valeurs japonaises). Un dictionnaire Heian ultérieur, le Shinsen Jikyō (en) de 898-901, est le premier à inclure les valeurs japonaises.